# Éric Saint-Martin
Éric Saint-Martin, né le 31 août 1965 à Senlis (Oise), est un jockey français.
Fils du jockey français Yves Saint-Martin, Éric Saint-Martin remporte notamment le prix de l’Arc de Triomphe en 1993.

## Biographie
Dès l’adolescence, Éric Saint-Martin entre en apprentissage auprès de l’entraineur John Cunnington Jr. En 1985, âgé de 19 ans, il devient apprenti jockey, tête de liste à Los Angeles.
En 1987, il revient en France pour monter au côté de son père, pendant la dernière année de la carrière d'Yves Saint-Martin.
En octobre 1993, il remporte le prix de l’Arc de Triomphe avec Urban Sea (la mère du gagnant de l’Arc de Triomphe 2009, Sea the Stars), pour un propriétaire chinois de Hong Kong, David Tsui.
En mars 1994, il fait partie des dix jockeys internationaux sélectionnés par le Jockey Club royal de Hong Kong et dispose d’une licence à l’année.
Alors qu’il est nouveau venu, il bat le record de victoires des jockeys dès sa première année.[réf. nécessaire]
Éric Saint-Martin reste quinze années à Hong Kong, durant lesquelles il remporte de nombreuses courses jusqu’en juin 2009.